# Fram för framgång
Fram för framgång är en svensk film från 1938 med manus och regi av Gunnar Skoglund. Filmen hade den alternativa titeln De ungas klagan.

## Rollista
- Aino Taube - Monika Malm, skådespelerska
- Jussi Björling - Tore Nilsson, sångare
- Åke Ohberg - Lasse Berg, författare
- Anders Henrikson -	"Rövarn"
- Erik "Bullen" Berglund - direktör Torman, Morgonbladets ägare
- Harry Roeck-Hansen - radiochefen generaldirektör Engfeldt
- Anders Boman - amanuens Pelle Mårtensson på Riksradions musikavdelning
- Bror Bügler - redaktör Vadman vid Morgonbladet
- Gösta Cederlund - chefen för Kungliga Stadsteatern
- Gösta Gustafson - Hallberg, fotograf på Morgonbladet
- Hugo Björne - polismästaren
- Richard Lund - musikrecensent på Morgonbladet

## DVD
Filmen gavs ut på DVD 2017.